# Joseph Canteloube

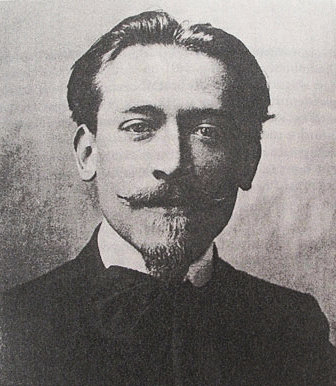
Joseph Canteloube

Marie-Joseph Canteloube de Malaret (* 21. Oktober 1879 in Annonay, Département Ardèche; † 4. November 1957 in Grigny bei Paris), kurz Joseph Canteloube genannt, war ein französischer Komponist, Musikwissenschaftler und Sammler von Volksliedern. Den Zusatz „de Malaret“ fügte er seinem Namen hinzu als Zeichen des Stolzes auf seinen Besitz in der Südauvergne.

## Leben
Canteloubes Vater Jules Canteloube (1838–1896) war Direktor der Bank Société Générale d’Annonay und stammte aus der Auvergne, seine Mutter Marie (geborene Garidel; † 1900) war die Tochter eines Mediziners und eine Pianistin, die auch Konzerte arrangierte. Im Alter von viereinhalb Jahren erhielt er von Amélie Doetzer, einer älteren Dame, die eine ehemalige Schülerin und Freundin Frédéric Chopins gewesen sein soll, Unterricht im Klavierspielen und in der Musik. Dabei übermittelte sie ihm vieles aus den Lehren Chopins, von seiner Technik und seiner Art der musikalischen Interpretation. Mit seinem Vater unternahm er ausgedehnte Wanderungen und lernte die Musik seiner Heimat kennen. Im Alter von 12 Jahren wurde er auf ein katholisches Internat in Oullins bei Lyon geschickt. Im Jahr 1896 schloss er die Schule ab und kehrte zurück zu seiner Familie nach Bagnac im Département Lot. Sein Vater war im selben Jahr gestorben. Im Jahr 1899 nahm er für sechs Monate eine Stellung in der Société Générale in Bordeaux an, kehrte aber im Anschluss zurück und begann an seiner ersten Komposition zu arbeiten. Im Jahr 1900 starb seine Mutter und er begann mit dem Studium der Lieder des Quercy und der Auvergne. Er heiratete im Jahr 1901.
Zeitlebens beschäftigte er sich mit der ursprünglichen Musik und dem volkstümlichen Liedgut seiner Heimatregion. Ab 1902 nahm er Kontrapunktunterricht bei Vincent d’Indy. Dies geschah zunächst in schriftlicher Form, ehe er 1906 nach Paris kam, um sich von d’Indy auch im Bereich Fuge, Komposition und Instrumentation unterrichten zu lassen. Im Jahr 1907 schrieb er sich dort an der Schola Cantorum ein. Um d’Indy hatte sich ein Kreis Gleichgesinnter gesammelt, die sich alle mit der heimischen Volksmusik beschäftigten. Zu diesen gehörten auch Charles Bordes, Déodat de Séverac und Raoul de Castéra. Dadurch beeinflusst reiste er durch Frankreich und begann Volkslieder zu sammeln. Er arrangierte einige davon neu für die Gesangs- und Instrumentalbegleitung und veröffentlichte sie. Das Colloque Sentimental für Gesang und Streichquartett brachte er im Jahr 1903 heraus. Seine Werke wurden bei etablierten Konzertveranstaltungen von Édouard Colonne, Charles Lamoureux, Jules Pasdeloup sowie in der Société des Concerts du Conservatoire aufgeführt. Zwischen 1910 und 1913 schrieb er seine Oper Le Mas als Zeugnis seiner Verbundenheit zum Massif Central. Als Komponist hatte er nur wenig Erfolg. Einige seiner Werke wurden in der Schola Cantorum (La Cathédrale, 1908) und in der Société Nationale de Musique aufgeführt. Die Oper Le Mas wurde beispielsweise lange Zeit verschmäht, obwohl er für dieses Werk mit einem „Prix Heugel“ ausgezeichnet worden war. Erst 1929 kam es an der Pariser Oper zu einer Erstaufführung dieses Werkes.
Im Jahr 1925 gründete Canteloube in Paris eine Organisation mit dem Namen la bourree als Anlaufpunkt für Auvergne-Interessierte und Auvergnaten (Bewohner der Auvergne) in Paris, um so die Kultur und die Natur der Auvergne zu präsentieren. In dieser Zeit nahm er auch Henri Sauguet als einzigen Schüler auf.
Er kehrte immer wieder in seine Heimatregion Auvergne zurück, um Lieder zu sammeln. Er trug jedoch auch Musik aus anderen Regionen Frankreichs, dem Elsass und dem Languedoc, aus Spaniens, wie Katalonien oder dem Baskenland zusammen. Dieses Material gab er in verschiedenen Werken und Sammlungen wie der Anthologie des chants populaires francais oder den berühmten Chants d’Auvergne heraus.
Im Jahre 1941 traf der politisch naive Canteloube mit der Regierung Pétain in Vichy zusammen. Er schrieb in der nationalistischen Zeitung l’Action Française, und er und seine Werke waren während dieser Zeit in verschiedenen Rundfunksendungen zu hören. Das Radio schien ihm das ideale Medium für die Verbreitung „seiner“ geliebten volkstümlichen Musik zu sein, und dafür ließ er sich für die Ideologie des Vichy-Regimes politisch missbrauchen. Er schlug öffentlich vor, das Radio von der seiner Meinung nach „niedrigen Musik zu reinigen“.

## Leistungen
In seinen späten Jahren veröffentlichte er als Musikwissenschaftler 1949 eine Biografie von Vincent d’Indy und im Jahre 1950 eine Biographie seines Freundes Déodat de Séverac.
Die Berühmtheit Canteloubes, der auch als der „Barde der Auvergne“ (le barde d’Auvergne) bezeichnet wurde, beruht fast ausschließlich auf Arrangements, welche zusammengestellt in fünf Bänden der Chants d’Auvergne (Lieder der Auvergne) in einem Zeitraum von 1923 bis 1955 veröffentlicht wurden.
Eines der bekanntesten Lieder dieser Sammlung, Baïlèro, schrieb er nieder, als er die Gesänge von zwei Schafhirten belauschte, die sich über weit voneinander entfernte Bergweiden zusangen. Die Inhalte der Lieder beschäftigen sich mit ländlichen Themen wie dem Hüten von Schafherden, der Ernte und der Verarbeitung landwirtschaftlicher Produkte, aber natürlich auch mit universellen Themen menschlicher Befindlichkeiten, wie zum Beispiel der Liebe. Canteloube schrieb seine Lieder sowohl im altertümlichen Dialekt der Region (langue d’Oc) als auch in einer modernen französischen Übersetzung nieder.
Zu seinem musikalischen Schaffen zählen selbst komponierte Werke ebenso wie arrangiertes Liedgut. Sein kompositorisches Schaffen umfasst eine Anzahl von Kammermusikstücken, Orchesterwerken, Konzerten sowie zwei Opern. Canteloube gilt als einer der besten Kenner des französischen Volksliedes, das er nicht nur wissenschaftlich erforschte, sondern auch durch entsprechende Bearbeitungen breiteren Kreisen zugänglich machte.

## Werke (Auswahl)
- Colloque sentimental (1903), Kammermusik (vo, 2vln, vla, vc)
- Dans la montagne: suite (1904), Kammermusik (vln, p)
- chants populaires de Haute-Auvergne et Haut-Querey (1907), Volkslied-Arrangements (vo, p)
- Eglogue d’automne (1909), Lied (vo, orch)
- Vers la Princesse Lointaine (1910–1911), Orchesterwerk
- Le Mas (1910–1913), Oper
- Au printemps (1913), Lied (vo, orch)
- Tryptique (1914), Lied (vo, orch)
- L’arada six pieces (1918–1922), Lied (vo, p)
- Als catalans(1923) Volkslied-Arrangements (6vo)
- Chants d’Auvergne (1923–1930; nach manchen Quellen 1923–1955), Volkslied-Arrangements, bekannt ist das Hirtenlied Baïlèro, (vo, orch, archive.org im Audioarchiv – Internet Archive)
- Cinq chants paysans (1927), Volkslied-Arrangements (Chor)
- Chants religieux de Haute-Auvergne (1929), Volkslied-Arrangements (vo, p)
- Nouveaux chants paysans (1931), Volkslied-Arrangements (Chor)
- Trois esquisses symphoniques «Lauriers» (1931), Orchesterwerk
- Vercingétorix (1930–1932), Oper
- Chansons galantes du XVIII siècle (1933), Arrangements (4vo, p (clvsn))
- Pièces Françaises (1934–1935), Konzert (p, orch)
- Chansons galantes deuxième série (1935), Arrangements (vo, p)
- Chants paysans troisième série (1935), Volkslied-Arrangements (Chor)
- Poèmes (1937), Konzert (vln, orch)
- Chants des terroirs Français (1939), Volkslied-Arrangements (Chor)
- Chants de France, deuxième série (1939–1940), Volkslied-Arrangements (Chor, orch)
- Anthologie des Chants Populaires Français (1939–1943), Volkslied-Arrangements
- Chanssonier alsacien (1945), Volkslied-Arrangements (Chor)
- Rustiques (1946), Kammermusik (ob, cl, bssn)
- Chants de lcAngoumais (1947), Volkslied-Arrangements (vo, p)
- Chants du languedoc (1947), Volkslied-Arrangements (vo, p)
- Noëls populaires français, Volkslied-Arrangements (1948) (vo, p)

Publikationen
- mit Camille Gandilhon: Recueil de chants et de danses populaires P. Bossuet, Paris 1934.
- La danse d’Auvergne (= L’Auvergne littéraire, artistique et historique. Nr. 85). J. de Bussac, Clermont-Ferrand 1936.
- Les chants des provinces françaises. Didier, Paris um 1947.
- Déodat de Séverac. Société de musicologie de Languedoc, Béziers 1984, ISBN 2-905400-00-5.
- Vincent d’Indy (= Les musiciens célèbres.) Librairie Renouard, H. Laurens, Editeur, Paris 1951.
- Anthologie des chants populaires français groupés et présentés par pays ou provinces. Band 5: Flandre, Artois, Picardie, Champagne, Ile-de-France, Orléanais, Touraine, Anjou, Maine, Normandie, Bretagne. Durand & Cie, Paris 1951.